# Georg Grosz
Georg Grosz (Berlim, 26 de julho de 1893 — Berlim Leste, 6 de julho de 1959) foi um artista alemão conhecido especialmente por seus desenhos caricaturais e pinturas da vida de Berlim na década de 1920. Ele foi um membro proeminente dos grupos Dada de Berlim e Nova Objetividade durante a República de Weimar. Ele imigrou para os Estados Unidos em 1933 e se naturalizou em 1938. Abandonando o estilo e o tema de seus trabalhos anteriores, ele expôs regularmente e lecionou por muitos anos na Art Students League de Nova York. Em 1959 ele retornou a Berlim, onde morreu pouco depois. 

## Juventude
Grosz nasceu Georg Ehrenfried Groß em Berlim, Alemanha, o terceiro filho do dono de um pub. Seus pais eram devotamente luteranos. Grosz cresceu na cidade de Stolp (agora Słupsk, Polônia). Após a morte de seu pai em 1900, ele se mudou para o distrito de Wedding em Berlim com sua mãe e irmãs. A pedido de seu primo, o jovem Grosz começou a assistir a uma aula de desenho semanal ministrada por um pintor local chamado Grot. Grosz desenvolveu ainda mais suas habilidades desenhando cópias meticulosas das cenas de bebida de Eduard von Grützner e desenhando cenas de batalha imaginárias. Ele foi expulso da escola em 1908 por insubordinação. De 1909 a 1911, ele estudou na Academia de Belas Artes de Dresden, onde seus professores foram Richard Müller, Robert Sterl, Raphael Wehle e Osmar Schindler. Seu primeiro desenho publicado foi na revista satírica Ulk em 1910. De 1912 a 1917, ele estudou no Berlin College of Arts and Crafts com Emil Orlik. Ele começou a pintar a óleo em 1912.
Em novembro de 1914, Grosz ofereceu-se como voluntário para o serviço militar, na esperança de que, ao se antecipar ao recrutamento, evitaria ser enviado par a frente de guerra Ele recebeu alta após hospitalização por sinusite em 1915. Em 1916, ele mudou a grafia de seu nome para "des-Germanizar" e internacionalizou seu nome - assim, Georg tornou-se "George" (uma grafia inglesa), enquanto em seu sobrenome ele substituiu o alemão "ß" por seu equivalente fonético "sz". Ele fez isso como um protesto contra o nacionalismo alemão e por um entusiasmo romântico pela América – um legado de suas primeiras leituras dos livros de James Fenimore Cooper, Bret Harte e Karl May – que ele manteve pelo resto de sua vida. Seu amigo artista e colaborador Helmut Herzfeld também mudou seu nome para John Heartfield ao mesmo tempo.
Em janeiro de 1917, Grosz foi convocado para o serviço, mas em maio foi dispensado por incapacidade permanente.

## Engajamento político após a Revolução de Novembro
Após a Revolução de novembro nos últimos meses de 1918, Grosz se juntou à Liga Espartaquista, que foi rebatizada de Partido Comunista da Alemanha (KPD) em dezembro de 1918. Ele foi preso durante o levante de Spartakus em janeiro de 1919, mas escapou usando falsos documentos de identificação. Em 1920 ele se casou com Eva Peters. No mesmo ano publicou uma coleção de seus desenhos, intitulada Gott mit uns ("Deus conosco"), uma sátira à sociedade alemã. Grosz foi acusado de insultar o exército, o que resultou em uma multa de 300 marcos alemães e no confisco das placas usadas para imprimir o álbum.

## Viagem para a Rússia
Em 1922, Grosz viajou para a Rússia com o escritor Martin Andersen Nexø. Ao chegarem a Murmansk, foram brevemente presos como espiões; depois que suas credenciais foram aprovadas, eles foram autorizados a continuar sua jornada. Ele se reuniu com vários líderes bolcheviques, como Grigory Zinoviev, Karl Radek, e Vladimir Lenin.  Ele foi com Arthur Holitscher para encontrar Anatoly Lunacharsky com quem discutiu Proletkult. Ele rejeitou o conceito de "cultura proletária", argumentando que o termo proletário significava inculto e inculto. Ele considerava o talento artístico como um "dom das musas", com o qual uma pessoa pode ter a sorte de nascer. A estada de seis meses de Grosz na União Soviética o deixou impressionado com o que tinha visto. Ele terminou sua filiação ao KPD em 1923, embora suas posições políticas tenham mudado pouco.

## Atividades posteriores na Alemanha
De acordo com o filho de Grosz, Martin Grosz, durante a década de 1920, oficiais nazistas visitaram o estúdio de Grosz à procura dele, mas como ele estava usando um avental de trabalhador, Grosz conseguiu se passar por um faz-tudo e evitar ser levado sob custódia. Seu trabalho também fez parte do evento de pintura na competição de arte nos Jogos Olímpicos de Verão de 1928.
Em 1928, ele foi processado por blasfêmia após publicar desenhos anticlericais, como um retratando prisioneiros sob ataque de um ministro que vomitou granadas e armas neles, e outro mostrando Cristo coagido ao serviço militar. De acordo com o historiador David Nash, Grosz "declarou publicamente que não era cristão nem pacifista, mas estava ativamente motivado por uma necessidade interna de criar essas imagens", e foi finalmente absolvido após dois apelos. Em contraste, em 1942 a revista Time identificou Grosz como um pacifista.

## Emigração para a América

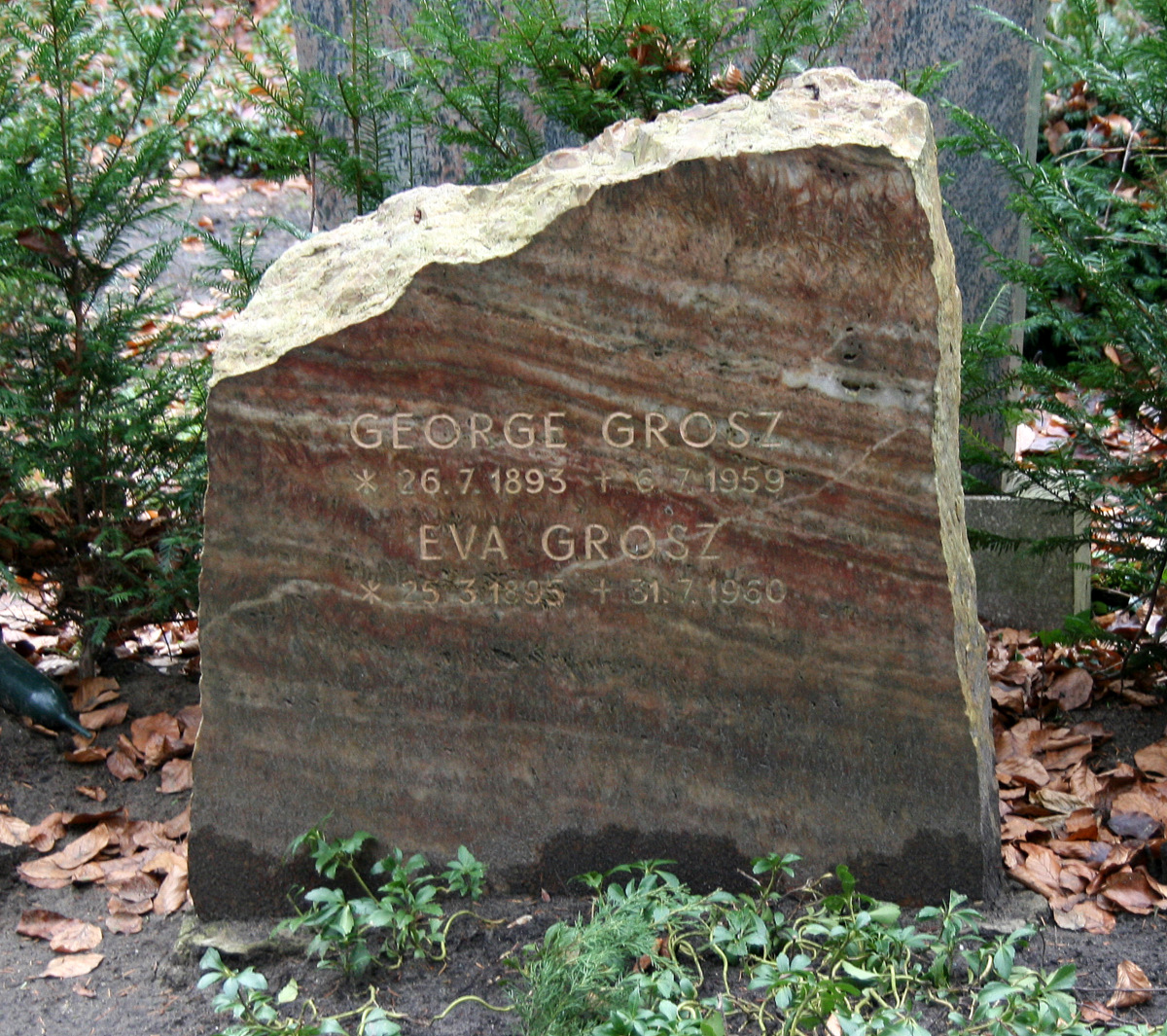
Tumba de Grosz na Friedhof Heerstraße, Berlim

Amargamente antinazista, Grosz deixou a Alemanha pouco antes de Hitler chegar ao poder. Em junho de 1932, ele aceitou o convite para lecionar no semestre de verão na Art Students League of New York. Em outubro de 1932, Grosz retornou à Alemanha, mas em 12 de janeiro de 1933, ele e sua família emigraram para os Estados Unidos. Grosz tornou- se cidadão naturalizado dos Estados Unidos em 1938, e fez sua casa em Bayside, Nova York. Na década de 1930, ele lecionou na Art Students League, onde um de seus alunos foi Romare Bearden. Ele lecionou na Art Students League intermitentemente até 1955.
Na América, Grosz decidiu romper totalmente com seu passado e mudou seu estilo e assunto. Ele continuou a apresentar regularmente, e em 1946 ele publicou sua autobiografia, A Little Yes and a Big No. Na década de 1950, ele abriu uma escola particular de arte em sua casa e também trabalhou como Artista Residente no Des Moines Art Center. Grosz foi eleito para a National Academy of Design como Acadêmico Associado em 1950. Em 1954 ele foi eleito para a Academia Americana de Artes e Letras. Embora tivesse cidadania americana, ele decidiu retornar a Berlim, onde se mudou em maio de 1959. Ele morreu lá em 6 de julho de 1959, dos efeitos da queda de um lance de escadas após uma noite de bebedeira.

## Trabalhos
Embora Grosz tenha feito suas primeiras pinturas a óleo em 1912 enquanto ainda era estudante, seus primeiros óleos que podem ser identificados hoje datam de 1916. Em 1914, Grosz trabalhou em um estilo influenciado pelo Expressionismo e Futurismo, bem como pelo ilustração popular, graffiti e desenhos infantis. Formulários bem delineados são frequentemente tratados como transparentes. The City (1916-1917) foi a primeira de suas muitas pinturas da cena urbana moderna. Outros exemplos incluem Explosion apocalíptica (1917), Metropolis (1917) e The Funeral, uma pintura de 1918 retratando uma procissão fúnebre louca. Ele se estabeleceu em Berlim em 1918 e foi um dos fundadores do movimento Dada de Berlim, usando seus desenhos satíricos para atacar os simpatizantes burgueses da República de Weimar.
Seus desenhos, geralmente em caneta e tinta, que às vezes ele desenvolvia com aquarela, frequentemente incluíam imagens de Berlim e da República de Weimar na década de 1920. Homens de negócios corpulentos, soldados feridos, prostitutas, crimes sexuais e orgias eram seus grandes temas. Seu desenho era excelente, embora as obras pelas quais ele é mais conhecido adotem uma forma deliberadamente grosseira de caricatura no estilo de Jugend . Sua obra inclui algumas obras absurdas, como Remember Uncle August the Unhappy Inventor, que tem botões costurados nela,  e também inclui uma série de obras de arte eróticas.
Após sua emigração para os Estados Unidos em 1933, Grosz "rejeitou fortemente [seu] trabalho anterior e a caricatura em geral". No lugar de sua visão corrosiva anterior da cidade, ele agora pintou nus convencionais e muitas aquarelas de paisagem . Obras mais ácidas, como Cain ou Hitler in Hell (1944), foram a exceção. Em sua autobiografia, ele escreveu: "Grande parte do que havia congelado dentro de mim na Alemanha derreteu aqui na América e redescobri meu antigo anseio pela pintura. Destruí cuidadosa e deliberadamente uma parte do meu passado". Embora uma suavização de seu estilo tenha sido aparente desde o final dos anos 1920, o trabalho de Grosz assumiu um tom mais sentimental na América, uma mudança geralmente vista como um declínio. Seu último trabalho nunca alcançou o sucesso crítico de seus anos em Berlim.
De 1947 a 1959, George Grosz viveu em Huntington, Nova York, onde ensinou pintura na Huntington Township Art League. É dito por habitantes locais que ele usou o que viria a se tornar sua pintura mais famosa, Eclipse of the Sun, para pagar uma conta de conserto de um carro, em sua penúria relativa. A pintura foi posteriormente adquirida pelo pintor Tom Constantine para saldar uma dívida de $ 104,00. O Museu de Arte Heckscher em Huntington comprou a pintura em 1968 por US$ 15 000,00, levantando o dinheiro por meio de assinatura pública. Como Eclipse of the Sun retrata o belicismo dos fabricantes de armas, esta pintura se tornou o destino dos manifestantes da Guerra do Vietnã no Heckscher Park (onde o museu está localizado) no final dos anos 1960 e início dos anos 70.
Em 2006, o Heckscher propôs vender Eclipse of the Sun em sua avaliação então atual de aproximadamente $ 19 000 000,00 para pagar por reparos e renovações para o edifício. Houve tanto clamor público que o museu decidiu não vender e anunciou planos para criar um espaço dedicado para exibição da pintura no museu reformado.

## Citações
- Meus desenhos expressavam meu desespero, ódio e desilusão, desenhava bêbados; vomitando homens; homens com punhos cerrados xingando a lua. ... Desenhei um homem, o rosto cheio de medo, lavando o sangue de suas mãos ... Desenhei homenzinhos solitários fugindo loucamente por ruas vazias. Desenhei um corte transversal de um cortiço: por uma janela podia-se ver um homem atacando sua esposa; por outro, duas pessoas fazendo amor; de um terceiro pendurou um suicídio com corpo coberto por moscas enxameando. Desenhei soldados sem nariz; aleijados de guerra com armas de aço semelhantes a crustáceos; dois soldados médicos colocando um soldado de infantaria violento em uma camisa-de-força feita de um cobertor de cavalo ... Desenhei um esqueleto vestido como um recruta sendo examinado para o serviço militar. Eu também escrevi poesia. - George Grosz[37]

## Trabalhos seleção

### Pinturas a óleo, aquarelas, colagens
- 1914 Pandämonium, Tusche, Feder. Privatbesitz
- 1915 Krawall der Irren, Tusche, Feder, Kunstbibliothek, SMPK, Berlin
- 1915/16 Erinnerung an New York, Lithographie, Staatsgalerie Stuttgart, Graphische Sammlung, Stuttgart
- 1916 Selbstmord, Tate Gallery, London
- 1916 Der Liebeskranke, Kunstsammlung Nordrhein-Westfalen, Düsseldorf
- 1916/17 Großstadt, Thyssen-Bornemisza Sammlung, Lugano[38]
- 1916/17 Lustmord in der Ackerstrasse, Offsetdruck, Kunstbibliothek, SMPK, Berlin
- 1916/1917 Metropolis, Museo Thyssen-Bornemisza, Madrid. Öl auf Leinwand (100 × 102 cm)[39]
- 1917 Explosion, The Museum of Modern Art, New York
- 1917/18 Widmung an Oskar Panizza, Staatsgalerie, Stuttgart (davor Sammlung Heinrich Kirchhoff)
- 1917/19 „Deutschland, ein Wintermärchen“. Verbleib unbekannt.
  - Aquarell als Skizze zum Bild 1918: 2010 aus dem Erbe des Galeristen Hans Koch 2010 entdeckt[40]
- 1918 John der Frauenmörder, Hamburger Kunsthalle, Hamburg.
- 1918 Der Mädchenhändler, Hessisches Landesmuseum, Darmstadt, Aquarell, Rohrfeder und Tusche.
- 1918 Parasiten (Fischer, 1966, Nr. 20).
- 1919 Schönheit, dich will ich preisen, Galerie Nierendorf, Berlin, Aquarell, Feder und Tusche.
- 1919 Ein Opfer der Gesellschaft, Collage, Estate of G. G.
- 1920 Ohne Titel, Kunstsammlung Nordrhein-Westfalen, Düsseldorf (online - Website des Museums).
- 1920 Republikanische Automaten, Aquarell, Museum of Modern Art, New York.
- 1920 Daum marries her pedantic automation George in May 1920, John Heartfield is very glad of it, Aquarell, Collage, Galerie Nierendorf, Berlin.
- 1920 Orgie, Aquarell, Feder und Tusche, Aquarell, Feder, Tusche, Galerie Pels-Leusden, Berlin.
- 1921 Grauer Tag, Nationalgalerie, Berlin.
- 1922 Methusela, Aquarell, Tusche, Bronzefarbe. The Museum of Modern Art, New York.
- Um 1923 In den besten Jahren, Aquarell, Sprengel Museum Hannover.
- 1924 Sie macht nur sauber, Bleistift.
- 1925 Portrait des Schriftstellers Max Hermann-Neisse, Städtische Kunsthalle Mannheim.
- 1926 Die Stützen der Gesellschaft, Öl auf Leinwand, Neue Nationalgalerie, Berlin.
- 1926 Sonnenfinsternis, Heckscher Museum of Art, Huntington (New York).
- 1926 Portrait Max Schmeling, Axel-Springer-Verlag, Berlin.
- 1926 Drinnen und draussen, Privatsammlung.
- 1927 La Pointe rouge de Marseille (Landschaft), Princeton, NJ, Estate of G. G.
- 1927 Selbstbildnis als Warner, Öl auf Leinwand, Berlinische Galerie (oneline - berlinischegalerie.de).
- 1928 Der Agitator, Stedelijk Museum, Amsterdam.
- 1937 Remembering, Minneapolis Institute of Art (online - Website des Museums).
- 1937 Myself and the Barroom Mirror, Privatbesitz (online - davidnolangallery.com).
- 1937 The Muckraker (Der Schlammgräber / Entlarver), Öl, Estate of George Grosz.[41]
- 1942 I was Always Present (Der Reiter / Ich war immer dabei), Öl auf Leinwand, Heckscher Museum of Art, Huntington (New York).[42]
- 1943 I’m glad I came back (Ich bin froh, wieder da zu sein), Öl auf Preßspan, Tempe, Arizona State University.[42]
- 1944 Cain, or Hitler in Hell (Kain, oder Hitler in der Hölle), Deutsches Historisches Museum, Berlin (online - davidnolangallery.com).
- 1944 The Survivor (Der Überlebende), Öl, Privatbesitz.[43]
- 1946 The Pit (Der Höllenschlund / Die Grube), Wichita Art Museum, Wichita, Kansas.[44]
- 1946 Juggernaut (Moloch), Sammlung der Chrysler  Corporation, Detroit, in New York.[45]
- 1946/48 Enemy of the Rainbow (Der Feind des Regenbogens), Aquarell, Privatsammlung.[46]
- 1947/48 Waving the Flag (Mit schwenkender Fahne), Aquarell, Whitney Museum of American Art, New York (online - whitney.org).
- 1948 Uprooted, the Painter of the Hole (Entwurzelt, der Maler des Lochs), Aquarell, Busch-Reisinger Museum, Harvard Art Museums, Cambridge, MA (online - harvardartmuseums.org).[47]
- 1949 The Crucified Ham (Der gekreuzigte Schinken), Öl auf Leinwand, The Students League of New York Gallery.[48]
- 1958 Grosz as Clown and Variety Girl (Grosz als Clown und Varietégirl), Collage, George Grosz Estate, Princeton, New Jersey.[49]

## Publicações

### Dada Berlin Magazines (Editor)
- Jedermann sein eigner Fussball, Wieland Herzfelde u. George Grosz (Hrsg.), 1 Nummer, Malik-Verlag, Berlin 1919.
- Die Pleite, Wieland Herzfelde u. George Grosz (Hrsg.), 11 Nummern in 10 Heften, Berlin, Zürich, Wien, 1919–1924 (online - archive.org).
- Der blutige Ernst (satirische Zeitschrift), John Höxter (Hrsg., Nr. 1 u. 2), Carl Einstein (Hrsg., Nr. 3–6), George Grosz (Hrsg., Nr. 3–5, Illustrator), Nr. 1–6, 1919 (online auf archive.org: Nr. 1, Nr. 2, Nr.3, Nr. 4, Nr. 5, Nr. 6).

### Ilustrações de livros
- Wieland Herzfelde: Tragigrotesken der Nacht – Träume. Malik Verlag, Berlin 1920.
- Richard Huelsenbeck: Phantastische Gebete. Malik Verlag, Berlin 1920.
- Hermynia Zur Mühlen: Was Peterchens Freunde erzählen. Märchen. Malik Verlag, Berlin 1921; Reprint: Fey Verlags GmbH, Stuttgart 1979, ISBN 3-88361-010-0.
- Richard Huelsenbeck: Doctor Billg am Ende. Kurt Wolff Verlag, München 1921.
- Alphonse Daudet: Die Abenteuer des Herrn Tartarin von Tarascon. Erich Reiss Verlag, Berlin 1921.
- Alfred Richard Meyer: Lady Hamilton oder Die Posen-Emma oder vom Dienstmädchen zum Beefsteak à la Nelson. Fritz Gurlitt Verlag, Berlin 1923.
- Heinrich Mann: Kobes. 1925.
- Pierre Mac Orlan: Port d ' eaux-mortes. Mit 8 Originallithographien von George Grosz. Au Sans Pareil, Paris 1926.
- Hans Reimann: Sächsische Miniaturen. Mit 14 Zeichnungen von George Grosz, 1928.
- Bertolt Brecht: Die drei Soldaten. Ein Kinderbuch, mit Zeichnungen von George Grosz, 1932.

### Pastas, livros ilustrados, textos ensaísticos
- Erste George Grosz-Mappe. 9 Lithographien, Barger, Berlin 1917.
- Kleine George Grosz-Mappe. 20 Lithographien, Malik, Berlin 1917.
- (Richard Huelsenbeck[50]:) Dadaistisches Manifest. Flugblatt von 1918, unterzeichnet u. a. von Grosz; abgedruckt in Der Zweemann, Heft 3, Januar 1920, S. 15–16 (online - The International Dada Archive, uiowa.edu).
- „Gott mit uns“. Politische Mappe, 9 Lithographien, Malik, Berlin 1920.
- George Grosz und John Heartfield: Der Kunstlump, in: Der Gegner, I, 1920, Heft 10–12, S. 48–56 (online - princeton.edu); Nachdruck in Schneede, Die zwanziger Jahre. S. 50–58.
- Statt einer Biographie, in: Der Gegner, II, 1920/21, Heft 3, S. 68–70 (online - princeton.edu), datiert auf 16. August 1920; zugleich in Willi Wolfradt: George Grosz. Leipzig 1921. Überarbeitet in George Grosz und Wieland Herzfelde: Die Kunst ist in Gefahr. 1925; Nachdruck in Schneede, Die zwanziger Jahre. S. 61–64.
- Zu meinen neuen Bildern, (mit Abbildungen) in: Das Kunstblatt, V, 1921, Heft 1, S. 10–16 (online - iaddb.org); Nachdruck in Grosz: Eintrittsbillett zu meinem Gehirnzirkus. Erinnerungen, Schriften, Briefe. S. 75–78.
- Im Schatten. 9 Lithographien, Malik, Berlin 1921.
- Das Gesicht der herrschenden Klasse. 55 politische Zeichnungen von George Grosz, Hrsg. Julian Gumperz, Malik, Berlin 1921 (Kleine revolutionäre Bibliothek, Nr. 4).
- Der Mensch ist nicht gut – sondern ein Vieh, in: Katalog zur Ausstellung George Grosz, Galerie von Garvens, Hannover, April 1922; Nachdruck in Schuster (Hrsg.): George Grosz. Berlin – New York. Katalog, Berlin 1994, S. 540–541.
- Ein neuer Naturalismus? Eine Rundfrage, in: Das Kunstblatt, VI, 1922, Heft 9, Antwort von Grosz auf S. 382–383 (online - iaddb.org); auszugsweiser Nachdruck der Rundfrage in: Schneede, Die zwanziger Jahre. S. 115–124.
- Mit Pinsel und Schere. 7 Materialisationen, Malik, Berlin 1922.
- Die Räuber. Neun Lithographien zu Sentenzen aus Schillers Räuber, Malik, Berlin 1922.
- Abrechnung folgt! 57 politische Zeichnungen, Malik, Berlin 1923 (Kleine revolutionäre Bibliothek, Nr. 10).
- Ecce homo. 84 Lithographien und 16 Aquarelle, Malik, Berlin 1923; Reprint 1992.
- Abwicklung, (mit Abbildungen) in: Das Kunstblatt, VIII, 1924, Heft 2, S. 32–38 (online - iaddb.org); Nachdruck in Grosz: Eintrittsbillett zu meinem Gehirnzirkus. Erinnerungen, Schriften, Briefe. S. 81–86.
- Kurzer Abriß, in: Situation 1924. Künstlerische und kulturelle Manifestationen, Ulm o. J. (1924), S. 22–24; Nachdruck in: Schneede, Die zwanziger Jahre. S. 125.
- Paris als Kunststadt, in: Europa-Almanach 1925. Hrsg. Carl Einstein und Paul Westheim, Kiepenheuer, Potsdam 1925 (Reprint 1993), S. 42–46; unter dem Titel Pariser Eindrücke auch in  George Grosz und Wieland Herzfelde: Die Kunst ist in Gefahr. Berlin 1925; Nachdruck in englischer Sprache in: Flavell, George Grosz. A Biography. Yale University Press 1988, S. 310–311 (Impressions of Paris).
- George Grosz und Wieland Herzfelde: Die Kunst ist in Gefahr. Drei Aufsätze. Malik, Berlin 1925; Reprint: Athenäum, Königstein im Taunus 1981. Enthält: Grosz/Herzfelde: Die Kunst ist in Gefahr (1925); Grosz: Pariser Eindrücke (unter dem Titel Paris als Kunststadt veröffentlicht in: Europa-Almanach 1925. Potsdam 1925); Grosz: Statt einer Biographie (zuerst veröffentlicht in: Der Gegner, II, 1920/21, Heft 3; 1925 überarbeitet). Nachdruck des Essays Die Kunst ist in Gefahr in: Schneede, Die zwanziger Jahre. S. 126–137.
- Der Spiesser-Spiegel. 60 Berliner Bilder nach Zeichnungen. Mit einer Selbstdarstellung des Künstlers. Carl Reissner Verlag, Dresden 1925 (online - slub-dresden.de), veränderte Ausgabe 1932. Enthält einen autobiographischen Text von Grosz (S. 5–12) und den Text Der Spiesserbiologe von Walter Mehring (S. 13–14).
- Mein Leben, in Prozektor (Scheinwerfer), VI, Nr. 14, Moskau 1928, S. 16–18; Nachdruck in: Schneede, Die zwanziger Jahre. S. 153.
- Hintergrund. 17 Zeichnungen von George Grosz zur Aufführung des Schwejk in der Piscator Bühne, Malik, Berlin 1928.
- Randzeichnungen zum Thema, in: Blätter der Piscatorbühne, Nr. 3 (Schulter an Schulter, zusätzlicher Deckeltitel: Die Abenteuer des braven Soldaten Schwejk) Bepa-Verlag, Berlin 1928, (Text von Grosz: 2 Seiten) ohne Paginierung.
- Jugenderinnerungen, in: Das Kunstblatt, XIII, 1929. 1. Teil (Mit Photos und Zeichnungen aus der Jugendzeit): Heft 6, S. 166–174 (online - iaddb.org); 2. Teil: Heft 7 (online - iaddb.org), S. 193–197; 3. Teil (Mit Abbildungen aus den Notizbüchern, 1927-1929): Heft 8, S. 238–242 (online - iaddb.org).
- Lebenserinnerungen, in: Kunst und Künstler, XXIX, 1930/31. 1. Teil: Heft 1 (Oktober 1930), S. 15–22 (online - uni-heidelberg.de); 2. Teil: Heft 2 (November 1930), S. 55–61 (online - uni-heidelberg.de); 3. Teil: Heft 3 (Dezember 1930), S. 105–111 (online - uni-heidelberg.de).
- Die Gezeichneten. 60 Blätter aus 15 Jahren, Malik, Berlin 1930.
- Das neue Gesicht der herrschenden Klasse. 60 neue Zeichnungen, Malik, Berlin 1930.
- Über alles die Liebe. 60 neue Zeichnungen, Bruno Cassirer, Berlin 1930. Mit einem Vorwort von Grosz; Nachdruck in englischer Sprache in: Flavell, George Grosz. A Biography. Yale University Press 1988, S. 312 (Love Above All).
- Das feine Milljöh, in: Der Querschnitt, XI, 1931, Heft 1 (Januar), S. 14–17 (online - arthistoricum.net).
- Unter anderem ein Wort für deutsche Tradition (Teil des Artikels Gegen den Abbau des Geistes von Paul Westheim), in: Das Kunstblatt, XV, 1931, Heft 3, S. 79–84 (online - iaddb.org); Nachdruck in Schneede, Die zwanziger Jahre. S. 277–280.
- Kunst ist vorbei, mein Lieber! (Beitrag zu dem Artikel Die Kunst geht nach Brot), in: Berliner Tageblatt, 25. Dezember 1931, 4. Beiblatt.
- Briefe aus Amerika, in: Kunst und Küntler, XXXI, 1932. 1. Teil: Heft 8 (August), S. 273–278 (online - uni-heidelberg.de); 2. Teil: Heft 9 (September), S. 317–322 (online - uni-heidelberg.de); 3. Teil: Heft 12 (Dezember), S. 433–443 (online auf uni-heidelberg.de).
- Self Portrait of the Artist, in: Americana, 1. Jg., November 1932, Nr. 1, S. 22; Nachdruck in Jentsch: George Grosz. Das Auge des Künstlers. Weingarten 2002, S. 56.
- Amerikanische Umgangsformen, in: Der Querschnitt, XIII, 1933, Heft 1 (Januar), S. 16–19 (online - arthistoricum.net).
- Interregnum. 64 Zeichnungen und 1 Farblithographie (The Muckraker), Black Sun Press, New York 1936 (dt. Propyläen-Verlag, 1976). Mit der Einleitung von John Dos Passos: Satire as a Way of Seeing; unter dem Titel Grosz Comes to America in: Esquire, 1. September 1936, S. 105, 128, 131 (online - esquire.com).
- George Grosz. Drawings. 49 Zeichnungen und 3 Aquarelle. H. Bittner, New York 1944. Mit der Einleitung von Grosz: On My Drawings (S. 5–8); Nachdruck in Flavell: George Grosz. A Biography. S. 317–319; dt. Übers. (gekürzt) Über meine Zeichnungen in Grosz: Eintrittsbillett zu meinem Gehirnzirkus. Erinnerungen, Schriften, Briefe. S. 175–178.
- 30 Drawings and Watercolors. Erich S. Herrmann, New York 1944; Reprint: Paul L. Baruch, New York 1948. Mit einer Einleitung von Walter Mehring.
- A Piece of My World in a World Without Peace, Text von Grosz im Katalog zur Ausstellung A Piece of My World in a World Without Peace, 1914–1946. George Grosz, Associated American Arts Galleries, New York 1946; Nachdruck in Flavell: George Grosz. A Biography. S. 320–321.
- A Little Yes and a Big No. The Dial Press, New York 1946.
  - Ein kleines Ja und ein großes Nein. Sein Leben von ihm selbst erzählt. Rowohlt, Hamburg 1955; Rowohlt, Reinbek 1974, 1983, ISBN 3-499-11759-2. Mit einem Kapitel über die Reise in die Sowjetunion, 1922, das in der amerik. EA fehlt; Verlag Schöffling & Co., Frankfurt am Main 2009, ISBN 978-3-89561-332-6.
  - Manhattan Fantasie. Geplante, aber nicht realisierte Ergänzung zur deutschen Ausgabe der Autobiographie von 1955. Manuskript, Goerge–Grosz–Archiv, Cambridge/Mass.; in englischer Übersetzung veröffentlicht in: Flavell, George Grosz. A Biography. Yale University Press 1988, S. 279–282 (A Manhattan Fantasy).
- George Grosz. 48 Abbildungen nach Gemälden, Aquarellen und Zeichnungen, Hrsg. Imre Hofbauer. Nicholson and Watson, London und Brüssel 1948. Mit einer Einleitung von John Dos Passos (Introduction, S. 9–10) und einem Text von Hofbauer (The Artist and Germany, S. 11–13).
- I Teach Fundamentals, Brief an die Studenten des Cleveland Institute of Art, geschrieben anlässlich der dortigen George Grosz-Ausstellung, in: College Art Journal, Bd. 9, Nr. 2 (Winter, 1949–1950), S. 199–201 (online - jstor.org).
- Ade, Witboi, 47 Schwarzweiß-Reproduktionen, 4 farbige Blätter, 14 Textillustrationen, Hrsg. Walther G. Oschilewski. Arani-Verlag, Berlin-Grunewald 1955. Mit einer Gesamtwürdigung des Künstlers von Oschilewski.
- The Arts in America, in: The American Peoples Encyclopedia. Yearbook. Events and Personalities of 1957. Spencer Press, Chicago 1958, S. 110–113.
- (»You mistake me for an After Dinner Speaker«.)[51] Dankrede von Grosz zur Verleihung der »Goldenen Medaille für Graphische Künste« der Academy of Arts und des National Institute of Arts and Lettes, New York, 20. Mai 1959. Tondokument (Archiv der American Academy of Arts); dt. Transkription einschließlich der Publikumsreaktion (Lachen, Klatschen an der falschen Stelle) veröffentlicht in Schuster (Hrsg.): George Grosz. Berlin – New York. Katalog, Berlin 1994, S. 309–311.

### Publicações póstumas, reimpressões, cartas
- George Grosz. 108 Schwarzweiß-Reproduktionen, 6 farbige Blätter. Hrsg. Herbert Bittner. Arts, New York 1960; dt. DuMont Schauberg, Köln 1961. Mit einer Einführung von Ruth Berenson und Norbert Mühlen sowie einem Text von Grosz.
- Heimatliche Gestalten. Zeichnungen. Hrsg. Hans Sahl. Fischer Bücherei, Frankfurt 1966. Mit einer Einleitung von Sahl: George Grosz oder Die Vertreibung aus dem Paradies (S. VII–XXXII).
- Reprint: Das Gesicht der herrschenden Klasse (1921) & Abrechnung folgt (1923). Makol, Frankfurt 1972. Mit einer Einleitung von Grosz: Statt einer Biographie (1921).
- Interregnum. Nachdruck der amerikanischen Ausgabe von 1936. Propyläen-Verlag, Frankfurt am Main, Berlin, Wien 1976.
- Die Welt ist ein Lunapark. 232 Schwarzweiß-Reproduktionen und 16 Farbtafeln, Hrsg. Uwe M. Schneede. Bertelsmann, Gütersloh 1977 (Lizenzausg. d. Pinkus-Genossenschaft, Zürich). Mit einer Einleitung von Schneede.
- Briefe 1913–1959. Hrsg. Herbert Knust. Rowohlt, Reinbek 1979, ISBN 3-498-02428-0.
- Ach knallige Welt, du Lunapark. Gesammelte Gedichte. Hrsg. Klaus Peter Dencker. Hanser, München/Wien 1986.
- Eintrittsbillett zu meinem Gehirnzirkus. Erinnerungen, Schriften, Briefe. Hrsg. Renate Hartleb. Kiepenheuer, Leipzig 1989, ISBN 3-378-00261-1.
- Ulrich Becher und George Grosz: Flaschenpost. Geschichte einer Freundschaft. Briefwechsel zwischen Becher und Grosz aus den Jahren 1932–1959, Hrsg. Uwe Naumann, Michael Töteberg. Lenos Verlag, Basel 1989, ISBN 3-85787-186-5.
- Teurer Makkaroni! Briefe an Marc Neven DuMont 1922–1959. Hrsg. Karl Riha. Argon, Berlin 1992, ISBN 3-87024-803-3.
- Grosz-Berlin. Autobiographisches, Bilder, Briefe und Gedichte. Hrsg. Marcel Beyer, Karl Riha. Edition Nautilus Lutz Schulenberg, Hamburg 1993, ISBN 3-89401-223-4.
- George Grosz/ Hans Sahl: So long mit Händedruck. Briefe und Dokumente. Hrsg. Karl Riha. Luchterhand Literaturverlag, Hamburg 1993, ISBN 978-3-630-86811-0. Briefe aus den Jahren 1950–1959, mit zwei Essays von Sahl über Grosz: Die Stockmenschen (1950) und George Grosz oder Die Vertreibung aus dem Paradies (1966).
- The Sketchbook of George Grosz. Hrsg. Peter Nisbet. Busch-Reisinger Museum, Cambridge/Mass. 1993, ISBN 0-916724-83-2.
- Ralph Jentsch: George Grosz. Das Auge des Künstlers. Photographien New York 1932. Kunstverlag Weingarten, Weingarten 2002, ISBN 3-8170-2539-4. Enthält neben Grosz’ Photographien eine ausführliche Dokumentation von Jentsch und einen Text von Grosz aus Americana, November 1932: Self Portrait of the Artist (S. 56).
- Hermann Borchardt – George Grosz. „Lass uns das Kriegsbeil begraben!“. Der Briefwechsel. Hrsg. Hermann Haarmann, Christoph Hesse und Lukas Laier. Wallstein, Göttingen 2019 (Reihe: akte exil. neue folge, Bd. 2), ISBN 978-3-8353-3490-8.